# Dirección de Investigación Antimafia
La Dirección de Investigación Antimafia (ita: Direzione Investigativa Antimafia), conocida también con el acrónimo DIA, es un despacho del Departamento de seguridad pública del Ministerio del Interior italiano, formado por tres cuerpos de policía (Carabinieri, Guardia di Finanza y Polizia di Stato) con tareas de investigación especializada en la lucha contra las asociaciones criminales de tipo mafioso.

## Función
La DIA se ocupa de efectuar investigaciones judiciales acerca de crímenes y delitos de tipo mafioso, y realiza una actividad investigativa preventiva para contrastar este fenómeno.
- Datos: Q1227676